# Köcsek

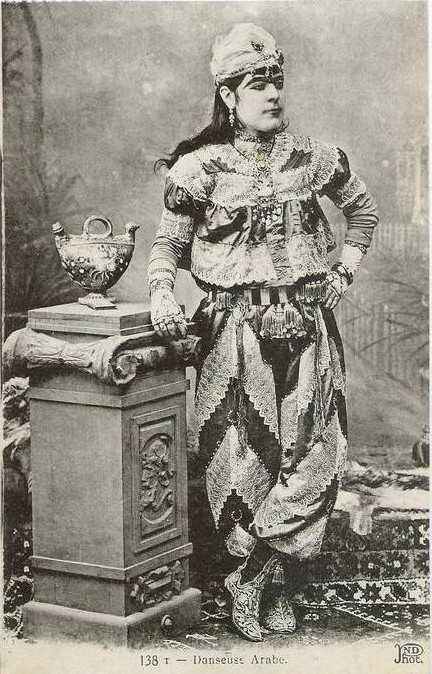
Képeslap női ruhába öltözött köcsekről, késő XIX. század.

A köcsek (török köçek, többes szám köçekler) Törökországban fiatal fiú táncos (rakkas) aki női ruhába öltözve táncol szórakozóhelyeken és esküvőkön. A XVII.-XIX. században rendkívül divatos volt, de még ma is szerepelnek esküvőkön.

## Eredet
A török szó a perzsa kucsak, "kicsi" vagy "fiatal" szóból származik, amely a perzsa változata a török küçük, "kicsi" szónak.
A köcsek művészet virágkora a XVII-XIX. században volt. Az ottomán világban alakult ki, elsősorban a háremekben. Műfaja egyaránt gazdagította az ottomán zene és tánc művészetet.
A szultánok támogatása fontos volt elterjedésében, mivel eredetileg az uralkodói palotában jelent meg ez a műfaj. Innen terjedt tovább a szokás Anatóliába és a Balkánra, független előadó társulatok közvetítésével.

## Történet
Az Ottomán birodalomban a köcsek (fiú táncos) és csengi (lány táncos) táncosok az uralkodói udvart szórakoztatták. Mindkettő jellegzetesen nőies táncot adott elő. Szép fiatal gyerekeket választottak ki a nem muzulmán lakosságból (zsidók, örmények, görögök és más meghódított népcsoportok) és 7-től 14 éves korukig képezték ki őket a tánc és zene művészetében.
Míg a csengik csak magánkörökben tartottak előadásokat, a köcsekek nyilvános előadásokat is tartottak. A köcsek táncosok vagy az uralkodói udvarhoz tartoztak vagy kol nevezetű előadó társulatok tagjai voltak. Ezek a társulatok zenészekből, énekesekből, táncosokból és színészekből álltak és különféle zene, tánc és szórakoztató előadásokat tartottak.
A XVII. századi török utazó Evlija Cselebi elbeszélése szerint 1538-fban 12 kol társulat működött Törökországban összesen több mint ezer taggal. Ezeket a társulatokat gyakran alkalmazták az állami előkelőségek hogy szórakoztassák a népet az általuk rendezett ünnepségeken. Mikor a szultán hadserege háborúba indult vagy visszatért, zenészek, bohócok, zsonglőrök és táncosok vonultak előtte.